# 刘家站乡
刘家站乡是中华人民共和国江西省鹰潭市余江区下辖的一个乡。

## 行政区划
刘家站乡下辖以下村级行政区划单位：
四分场生活区、一分场生活区、二分场生活区、三分场生活区和五分场生活区。